# Seattle Computer Gazelle
Il Seattle Computer Gazelle è un microcomputer commercializzato da Seattle Computer Products (SCP). Fu prodotto dal 1979 al 1983. La caratteristica principale era il suo ingombrante case metallico delle dimensioni di un mobiletto e del peso di alcune decine di chili, una rarità rispetto ai microcomputer e ai personal computer dell'epoca.
Nonostante la sua rarità, il Gazelle è un computer di rilevanza storica: oltre ad essere una delle prime macchine basate sul microprocessore Intel 8088 a essere commercializzate, fu il computer per il quale Tim Paterson scrisse l'SCP DOS, che in seguito sarebbe stato acquistato da Microsoft e rivenduto come MS-DOS.

## Caratteristiche e modelli
Il Seattle Gazelle era un computer basato sul bus S-100. Grazie al case voluminoso poteva ospitare fino a 18 schede di espansione con interfaccia S-100 oltre ad un disco rigido Winchester da 8". La dotazione di RAM era, per l'epoca, notevole: 128 KB espandibili a 896 KB. La CPU scelta era l'8088 a 8 MHz. Opzionalmente poteva essere installato un disco rigido da 20 MB.
Nel 1982 fu presentato il Gazelle II: rispetto al predecessore, utilizzava una CPU Intel 8086 e montava un quantitativo superiore di memoria (256 KB espandibili a 1 MB). La CPU era offerta a 10 oppure 8 MHz: in quest'ultimo caso era possibile installare un coprocessore matematico 8087 opzionale. Un'altra caratteristica del Gazelle II era la presenza di un interruttore per ridurre il clock del processore a 5 e 4 MHz, a seconda della CPU installata.
La serie Gazelle fu tolta di produzione nel 1983.

## Dall'SCP-DOS ALL'MS-DOS
Quando SCP commercializzò il Gazelle, questo venne offerto inizialmente solo con un interprete Microsoft BASIC-86 che assolveva alle funzioni di sistema operativo. SCP ricercava però un vero sistema operativo ed era in attesa che Digital Research, il cui CP/M era all'epoca ampiamente diffuso, mettesse in vendita il già da tempo annunciato CP/M-86, la versione del sistema per i processori 8088/8086 (lo avrebbe fatto solo in seguito, nel 1982). A causa del ritardo nella presentazione di questo sistema, il presidente di Seattle, Rod Brock, decise di svilupparlo in proprio.
Il compito fu affidato a Paterson, assunto l'anno prima, che produsse in 4 mesi un sistema operativo inizialmente chiamato QDOS (Quick and Dirty Operating System) e poi fornito dal 1980 con i computer della società come SCP DOS (Seattle Computers Products Disk Operative System), nonché distribuito su licenza come 86-DOS. Il QDOS era una copia meno sofisticata del CP/M, che Paterson aveva replicato basandosi sulla documentazione tecnica di Digital Research.
In quel periodo IBM stava cercando un sistema operativo per il suo prossimo Personal Computer, e pensò inizialmente a Digital Research ed al suo CP/M. Siccome le trattative con la società andavano per le lunghe, IBM contattò quindi Microsoft, che però non aveva tra i suoi prodotti un sistema operativo completo.
Microsoft pensò subito a SCP, dato che in passato aveva già lavorato con essa e conosceva Paterson, che aveva progettato il prototipo della SoftCard, una scheda di espansione per l'Apple II basata su un processore Zilog Z80 che poteva far girare il CP/M sul computer di Apple. Microsoft ne acquistò quindi una licenza per rivendere il sistema ad altri fabbricanti di computer per 25.000 dollari nel dicembre del 1980, senza però svelare a SCP il vero cliente con cui Microsoft stava trattando. Poco prima del lancio del PC di IBM, Microsoft acquistò tutti i diritti dell'SCP DOS/86-DOS per altri 50.000 dollari, assumendo anche Paterson.
Intuendo che Microsoft aveva intenzione di far fruttare molto il prodotto acquistato, SCP decise di venderlo anche per proprio conto: l'accordo con la società di Bill Gates le permetteva infatti di commercializzare il sistema operativo sui loro computer basati su 8086. SCP presentò quindi sul mercato un kit composto dal sistema ribattezzato Seattle DOS e da una CPU Intel 8086 inclusa nella confezione, senza nessun altro componente. Successivamente SCP citò Microsoft per condotta fraudolenta nella trattativa condotta, ottenendo nel 1986 il pagamento di una somma aggiuntiva pari a 1 milione di dollari.